# Campeonato Europeu de Carros de Turismo
O Campeonato Europeu de Carros de Turismo (mais conhecido pela sigla em inglês ETCC de European Touring Car Championship) foi um campeonato europeu de carros de turismo organizado pela FIA.
Ele teve duas fases: a primeira, entre 1963 e 1988; e a segunda, entre 2000 e 2004. Em 2005 ele deixou de existir, em favor do Campeonato Mundial de Carros de Turismo, e foi substituído pela Taça Europeia de Carros de Turismo, que se realizou entre 2005 e 2017.

## História

### ETCC (1963–88)

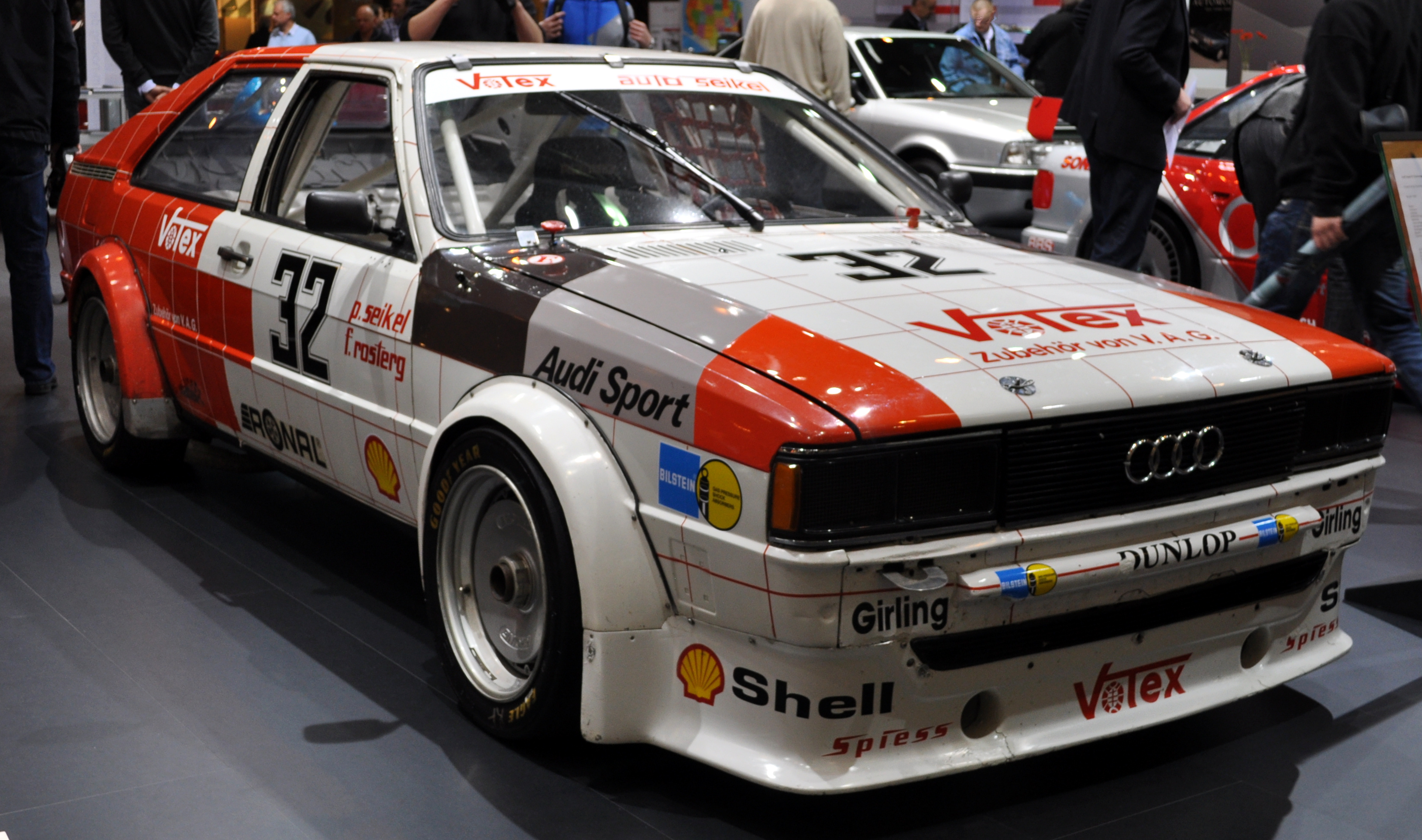
Um Audi Coupé B2 de 1981.

Conhecido originalmente como European Touring Car Challenge (1963-1967), teve início em 1963 pelas mãos de Willy Stenger, que criou a categoria sob a tutela da FIA. Os carros competiam sob as normas do Grupo 2, que permitiam que uma grande variedade de carros de turismo de diferentes tamanhos e tipos de motor, correr juntos, desde os pequenos Fiat 600 e Mini até os grandes Jaguar Mark 2 e Mercedes-Benz 300SE.
Em 1963, corridas e rampas realizadas em Nürburgring, Mont Ventoux, Brands Hatch, Mallory Park, Zolder, Zandvoort, Timmelsjoch e Népliget em Budapeste fizeram parte do ETCC, que foi conquistado pelo alemão Peter Nöcker ao volante do seu Jaguar.
Em 1968, os regulamentos foram alterados para permitirem a participação de carros do Grupo 5,no entanto estes carros Especiais de Turismo, altamente modificados só seriam aceites por 2 anos.
Em 1970 a competição mudou de designação de European Touring Car Challenge para European Touring Car Championship ou Campeonato Europeu de Carros de Turismo. Os carros Grupo 2 tronaram-se novamente na categoria principal  apesar de os regulamentos de Grupo 2 de então serem muito mais liberais dos que os usados na fase anterior.

### ETCC (2000–04)

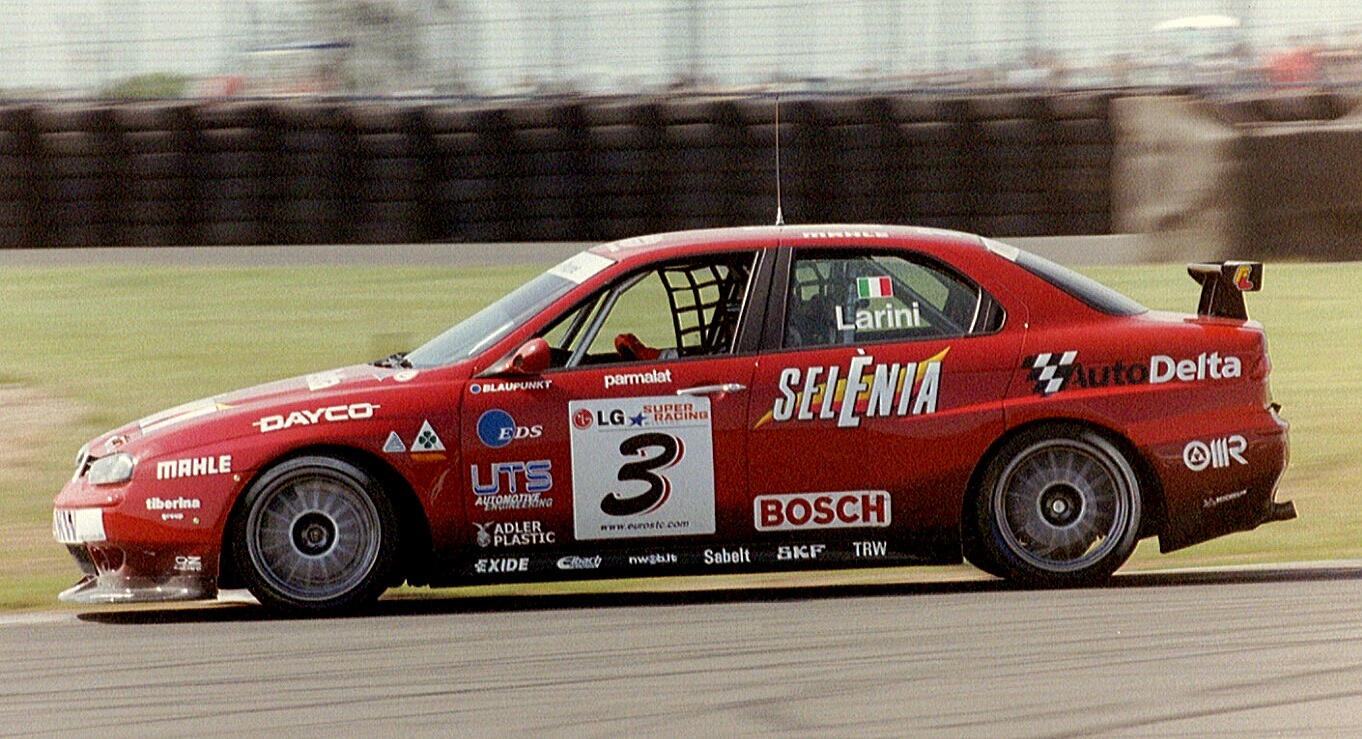
Alfa Romeo 156 GTA ETCC de Gabriele Tarquini em 2003.

No ano 2000, o Campeonato Italiano de Superturismo foi promovido a Taça Europeia de Superturismo. Em 2001, esta série se tornou o Campeonato Europeu de Superturismo da FIA, com uma classe extra para carros de produção além da classe Superturismo. Em 2002, ele evoluiu para o novíssimo Campeonato Europeu de Carros de Turismo da FIA, usando as regras da Super 2000, dominada pela Alfa Romeo e BMW, mas muito popular devido a intensa disputa e as transmissões ao vivo da Eurosport. Em 2005, o ETCC foi promovido ao Campeonato Mundial de Carros de Turismo (WTCC). 

### ETCC (2005 em diante)

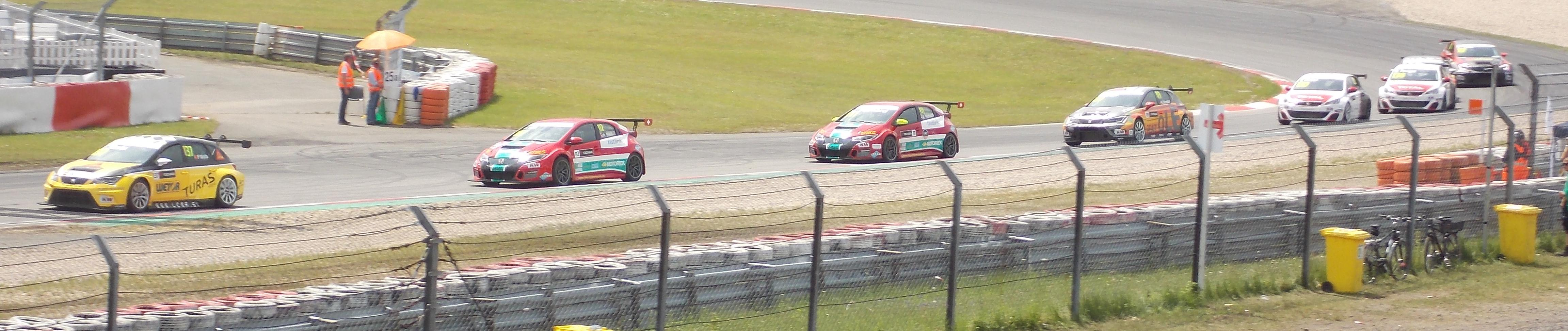
Corrida da ETCC em 2016.

O título de "Campeão Europeu de Carros de Turismo" foi atribuído entre 2005 até 2009 ao vencedor de uma corrida anual chamada "Taça Europeia de Carros de Turismo", com os melhores representantes dos campeonatos nacionais de Super 2000, Superprodução e Super 1600, nos países bálticos, Dinamarca, Finlândia, Alemanha, Itália, Portugal, Rússia, Suécia e Reino Unido.
Houve uma tentativa de retomar a característica de múltiplas corridas em 2010, com quatro eventos de duas corridas cada um, incluindo corridas em Portugal, Itália, Áustria e Alemanha. No entanto, em março daquele mesmo ano, a "fiawtcc.com" divulgou que o evento na Alemanha foi cancelado para evitar conflitos com o campeonato de carros de turismo local e essa tentativa foi abandonada.

## Vencedores

### ETCC (1963–1988)
| Ano  | Pilotos | Construtores                                                                |
| ---- | --- | --------------------------------------------------------------------------- |
| 1963 | Peter Nöcker (Jaguar Mk II)                                                                                             | -                                                                           |
| 1964 | Warwick Banks (BMC Mini Cooper S)                                                                                       | -                                                                           |
| 1965 | Div.3 Jacky Ickx (Ford Mustang) Div.2 John Whitmore (Ford Lotus Cortina) Div.1 Ed Swart (Abarth 1000 TC)                | Div.3 Ford Div.2 Ford Div.1 Abarth                                          |
| 1966 | Div.3 Hubert Hahne (BMW 2000TI) Div.2 Andrea de Adamich (Alfa Romeo 1600 GTA) Div.1 Giancarlo Baghetti (Abarth 1000 TC) | Div.3 BMW Div.2 Alfa Romeo Div.1 Abarth                                     |
| 1967 | Div.3 Karl von Wendt (Porsche 911) Div.2 Andrea de Adamich (Alfa Romeo 1600 GTA) Div.1 Willi Kauhsen (Abarth 1000 TC)   | Div.3 Porsche Div.2 Alfa Romeo Div.1 Abarth                                 |
| 1968 | Div.3 Dieter Quester (BMW 2002) Div.2 John Rhodes (Morris Mini Cooper S) Div.1 John Handley (Morris Mini Cooper S)      | Div.3 BMW Div.2 BMC Div.1 BMC                                               |
| 1969 | Div.3 Dieter Quester (BMW 2002) Div.2 Spartaco Dini (Alfa Romeo 1600 GTA) Div.1 Marsilio Pasotti (Abarth 1000 TC)       | Div.3 BMW Div.2 Alfa Romeo Div.1 Abarth                                     |
| 1970 | Toine Hezemans (Alfa Romeo 2000 GTAm)                                                                                   | BMW                                                                         |
| 1971 | Dieter Glemser (Ford Capri RS2600)                                                                                      | Alfa Romeo                                                                  |
| 1972 | Jochen Mass (Ford Capri RS2600)                                                                                         | Alfa Romeo                                                                  |
| 1973 | Toine Hezemans (BMW 3.0 CSL)                                                                                            | BMW                                                                         |
| 1974 | Hans Heyer (Ford Escort RS1600)                                                                                         | Ford                                                                        |
| 1975 | Siegfried Müller Sr. (BMW 3.0 CSL) Alain Peltier (BMW 3.0 CSL)                                                          | Div.2: BMW Div.1: Ford                                                      |
| 1976 | Jean Xhenceval (BMW 3.0 CSL) Pierre Dieudonné (BMW 3.0 CSL)                                                             | Div.4: BMW Div.3: Opel Div.2: Alfa Romeo Div.1: Alfa Romeo                  |
| 1977 | Dieter Quester (BMW 3.0 CSL)                                                                                            | Div.5: BMW Div.4: BMW Div.3: Alfa Romeo Div.2: Volkswagen Div.1: Alfa Romeo |
| 1978 | Umberto Grano (BMW 3.0 CSL)                                                                                             | BMW                                                                         |
| 1979 | Martino Finotto (BMW 3.0 CSL) Carlo Facetti (BMW 3.0 CSL)                                                               | BMW                                                                         |
| 1980 | Helmut Kelleners (BMW 320) Siegfried Müller Jr. (BMW 320)                                                               | Audi                                                                        |
| 1981 | Umberto Grano (BMW 635CSi) Helmut Kelleners (BMW 635CSi)                                                                | Škoda                                                                       |
| 1982 | Umberto Grano (BMW 528i)                                                                                                | Alfa Romeo                                                                  |
| 1983 | Dieter Quester (BMW 635CSi)                                                                                             | Alfa Romeo                                                                  |
| 1984 | Tom Walkinshaw (Jaguar XJS)                                                                                             | Alfa Romeo                                                                  |
| 1985 | Gianfranco Brancatelli (Volvo 240 Turbo) Thomas Lindström (Volvo 240 Turbo)                                             | Alfa Romeo                                                                  |
| 1986 | Roberto Ravaglia (BMW 635CSi)                                                                                           | Toyota                                                                      |
| 1987 | Winfried Vogt (BMW M3)                                                                                                  | BMW                                                                         |
| 1988 | Roberto Ravaglia (BMW M3)                                                                                               | Ford                                                                        |

### ETCC (2000–2004)
| Ano  | Campeonato                                                                                    | Campeonato   | Taça Independentes (Troféu Michelin)                                                                               | Taça Independentes (Troféu Michelin) | Designação                              |
| Ano  | Pilotos                                                                                       | Construtores | Pilotos | Equipas                              | Designação                              |
| ---- | --------------------------------------------------------------------------------------------- | ------------ | --- | ------------------------------------ | --------------------------------------- |
| 2000 | Fabrizio Giovanardi (Alfa Romeo 156 D2)                                                       | Alfa Romeo   | N/A | N/A                                  | European Super Touring Cup              |
| 2001 | Fabrizio Giovanardi (Supertouring)(Alfa Romeo 156 D2) Peter Kox (Super Production) (BMW 320i) | Alfa Romeo   | Sandro Sardelli (Nissan Primera Mk3 GT) (Supertouring Amateur) Norman Simon (BMW 320i) (Super Production Under 25) | Carly Motorsport                     | FIA European Super Touring Championship |
| 2002 | Fabrizio Giovanardi (Alfa Romeo 156 GTA)                                                      | Alfa Romeo   | Fabrizio Giovanardi                                                                                                | N/A                                  | FIA ETCC                                |
| 2003 | Gabriele Tarquini (Alfa Romeo 156 GTA)                                                        | BMW          | Duncan Huisman (BMW 320i)                                                                                          | N/A                                  | FIA ETCC                                |
| 2004 | Andy Priaulx (BMW 320i)                                                                       | BMW          | Tom Coronel (BMW 320i)                                                                                             | N/A                                  | FIA ETCC                                |